# Brachyglossina paroranaria
Brachyglossina paroranaria là một loài bướm đêm trong họ Geometridae.